# Окрети
Окрети (хорв. Okreti) — населений пункт у Хорватії, в Істрійській жупанії у складі громади Канфанар.

## Населення
Населення за даними перепису 2011 року становило 40 осіб.
Динаміка чисельності населення поселення:

## Клімат
Середня річна температура становить 13,21 °C, середня максимальна – 27,32 °C, а середня мінімальна – -1,55 °C. Середня річна кількість опадів – 883 мм.
| Клімат поселення                              | Клімат поселення | Клімат поселення | Клімат поселення | Клімат поселення | Клімат поселення | Клімат поселення | Клімат поселення | Клімат поселення | Клімат поселення | Клімат поселення | Клімат поселення | Клімат поселення | Клімат поселення |
| Показник                                      | Січ.             | Лют.             | Бер.             | Квіт.            | Трав.            | Черв.            | Лип.             | Серп.            | Вер.             | Жовт.            | Лист.            | Груд.            |                  |
| Середній максимум, °C                         | 9,82             | 10,80            | 13,68            | 17,27            | 22,34            | 26,63            | 27,32            | 26,96            | 22,32            | 17,64            | 12,57            | 9,31             |                  |
| Середня температура, °C                       | 4,14             | 5,11             | 7,99             | 11,60            | 16,65            | 20,94            | 23,31            | 22,96            | 18,32            | 13,65            | 8,57             | 5,32             |                  |
| Середній мінімум, °C                          | −1,55            | −0,58            | 2,31             | 5,90             | 10,97            | 15,25            | 19,32            | 18,97            | 14,32            | 9,65             | 4,58             | 1,32             |                  |
| Норма опадів, мм                              | 66               | 54               | 62               | 71               | 64               | 73               | 52               | 77               | 81               | 99               | 105              | 79               |                  |
| Середньомісячна швидкість вітру, м/с          | 2.15             | 2.41             | 2.57             | 2.56             | 2.29             | 2.20             | 2.18             | 2.13             | 2.17             | 2.32             | 2.42             | 2.32             |                  |
| Середньомісячна сонячна радіація, кДж/м²·день | 4520             | 7433             | 10782            | 15251            | 19398            | 21216            | 22220            | 19190            | 14193            | 9104             | 4952             | 3822             |                  |
| --------------------------------------------- | ---------------- | ---------------- | ---------------- | ---------------- | ---------------- | ---------------- | ---------------- | ---------------- | ---------------- | ---------------- | ---------------- | ---------------- | ---------------- |
| Джерело:                                      |                  |                  |                  |                  |                  |                  |                  |                  |                  |                  |                  |                  |                  |